# John S. Horn

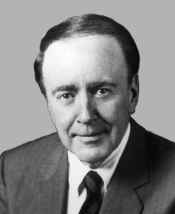
John S. Horn

John Stephen Horn (* 31. Mai 1931 in San Juan Bautista, Kalifornien; † 17. Februar 2011 in Long Beach, Kalifornien) war ein US-amerikanischer Politiker. Zwischen 1993 und 2003 vertrat er den Bundesstaat Kalifornien im US-Repräsentantenhaus.

## Werdegang
John Horn studierte bis 1953 an der Stanford University. Von 1954 bis 1962 gehörte er der Reserve der US Army an. Im Jahr 1955 schloss er ein Studium der öffentlichen Verwaltung an der Graduate School of Public Administration der Harvard University ab. Danach studierte er bis 1958 in Stanford Philosophie. In den Jahren 1959 und 1960 arbeitete Horn im Stab von US-Arbeitsminister James P. Mitchell. Danach gehörte er bis 1966 zum Stab von US-Senator Thomas Kuchel. Von 1969 bis 1980 war er Vizepräsident der Bürgerrechtskommission. Für einige Zeit fungierte er als Administrator der American University in der Bundeshauptstadt Washington. Von 1970 bis 1988 leitete er die California State University in Long Beach, deren Fakultät er ebenfalls angehörte. Horn war von 1972 bis 1988 auch Mitglied in der Beraterkommission des Bundesinstituts für das Strafwesen (National Institute of Corrections).
Politisch war Horn Mitglied der Republikanischen Partei. Im Jahr 1988 strebte er noch erfolglos die Nominierung seiner Partei für die Kongresswahlen an. Bei den Kongresswahlen des Jahres 1992 wurde er dann aber im 38. Wahlbezirk von Kalifornien in das US-Repräsentantenhaus in Washington, D.C. gewählt, wo er am 3. Januar 1993 die Nachfolge von Bob Dornan antrat. Nach vier Wiederwahlen konnte er bis zum 3. Januar 2003 fünf Legislaturperioden im Kongress absolvieren. In seine Zeit als Kongressabgeordneter fielen die Terroranschläge am 11. September 2001 sowie der Beginn des Irakkrieges und des Militäreinsatzes in Afghanistan.
Im Jahr 2002 verzichtete John Horn auf eine weitere Kandidatur. Später erkrankte er an der Alzheimer-Krankheit. Er starb am 17. Februar 2011 in Long Beach.